# Convention nationale démocrate de 1972

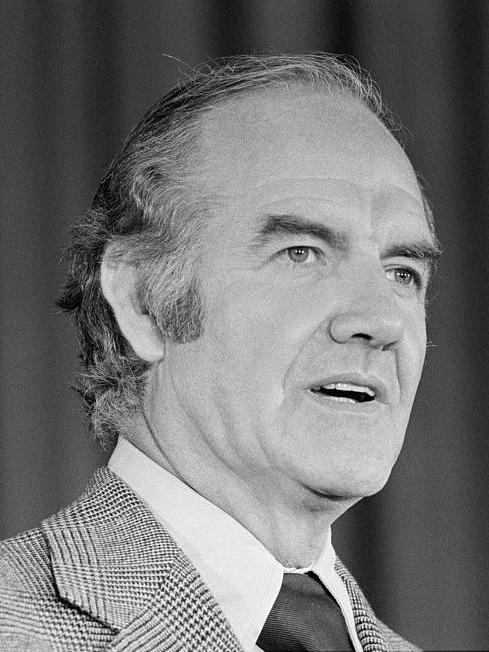
George McGovern.

La Convention nationale du Parti démocrate de 1972 s'est déroulée au Miami Beach Convention Center (en) de Miami Beach du 10 au 13 juillet 1972. Elle a abouti au choix comme candidats du Parti démocrate du sénateur du Dakota du Sud George McGovern (président) et du sénateur du Missouri Thomas Eagleton (vice-président).
Eagleton s'est retiré de la course seulement dix-neuf jours plus tard après qu'il a été révélé qu'il avait déjà subi un traitement concernant sa santé mentale. Il a été remplacé sur le bulletin de vote par Sargent Shriver, un beau-frère de John Fitzgerald Kennedy.